# Italsko kraljestvo (476–493)
Odoakrovo Italsko kraljestvo je bila neformalna germanska država na Apeninskem polotoku. Nastala je, ko je vojaški poveljnik Odoaker leta 476 odstavil zadnjega rimskega cesarja Romula Avgustula in poslal njegove insignije v Bizanc. Bizantinski cesar Zenon je tako uradno postal cesar vsega imperija. Od Odoakra je zahteval, da prizna formalno nadoblast Julija Neposa, predhodnika odstavljenega rimskega imperatorja, ki je živel v Dalmaciji, v zameno za praktično neomejeno oblast v Italiji. S tem je dokončno propadlo Zahodno rimsko cesarstvo. Formalno je bilo vse ozemlje pod Bizantinci, a ti se od tedaj niso več vmešavali v njegove probleme. Zato Odoakrova država velja za prvo naslednico imperija.
Odoakra so njegovi vojaki imenovali rex gentium (kralj narodov), a v resnici mu ni bil kraljevski naslov nikoli uradno priznan, čeprav je dejansko do smrti kraljeval. Edini posredni poseg Bizanca v njegovo vladanje je bil usodnega pomena. Ko je bizantinski cesar Zenon uvidel, da je Odoaker sposoben in uspešen vladar, je proti njemu naperil ostrogotskega kralja Teodorika Velikega. Ta je Odoakra porazil in zahrbtno ubil leta 493. S tem je bilo zaključeno prvo barbarsko kraljestvo na Apeninskem polotoku. Sledilo mu je Teodorikovo ostrogotsko kraljestvo.